# Bornberg (Hechthausen)
Bornberg (niederdeutsch Bornbarg) ist ein Ortsteil der Gemeinde Hechthausen in der Samtgemeinde Hemmoor im niedersächsischen Landkreis Cuxhaven.

## Geografie
Der Ort liegt zwischen Hemmoor und Hechthausen an der  Bundesstraße 73, die von Cuxhaven über Stade nach Buxtehude verläuft.
Das Dorf besteht aus Restaurant und Hotel „zur Linde“ (1972 Schauplatz der Rocker-Filmszene in der ein LKW-Fahrer als Rache ein Motorrad überrollt), zudem einem Sportplatz, und ein paar Häusern. Es liegt auf einem flachen Hügel, umgeben von Moor und Marsch.
Die Oste verläuft in 2,5 km Entfernung nordöstlich, und die Elbe ist 17 km entfernt, ebenfalls nordöstlich.

## Geschichte
Bornberg wurde 1662 erstmals erwähnt. 1677 wohnten fünf Familien in bescheidenen Verhältnissen im Ort. Ein Hof An der Chaussee 5 war damals etwas größer, alle Anderen  kleinbäuerlich (> 3 Hektar).

### Eingemeindungen
Am 1. Juli 1972 wurde Bornberg in die Gemeinde Hechthausen eingegliedert.

### Einwohnerentwicklung
| Jahr | Einwohner | Quelle |
| ---- | --------- | ------ |
| 1824 | 00–0 ¹    | [ 3 ]  |
| 1848 | 0136 ²    | [ 4 ]  |
| 1910 | 267       | [ 5 ]  |
| 1925 | 223       | [ 6 ]  |
| 1933 | 215       | [ 6 ]  |
| 1939 | 226       | [ 6 ]  |
| 1950 | 318       | [ 1 ]  |
| 1974 | 274       | [ 7 ]  |

¹ 19 Feuerstellen

² in 29 Häusern

## Politik

### Gemeinderat und Bürgermeister
Der Ortsteil Bornberg wird vom Rat der Gemeinde Hechthausen vertreten.

### Wappen
Der Entwurf des Kommunalwappens von Bornberg stammt von dem Heraldiker und Wappenmaler Albert de Badrihaye, der zahlreiche Wappen im Landkreis Cuxhaven erschaffen hat.
| Wappen von Bornberg | Blasonierung: „In Schwarz auf grünem Dreiberg ein goldener nach links gewendeter Ziehbrunnen.“                                                         |
| Wappen von Bornberg | Wappenbegründung: Das redende Wappen weist auf den Ortsnamen hin: Born (= Brunnen) und Berg. Schwarz und Grün sind die Farben des Kreises Land Hadeln. |

## Kultur und Sehenswürdigkeiten
Baudenkmale
→ Siehe: Liste der Baudenkmale in Bornberg
- Ehemalige Scheune Am Kanal 12 von um 1838